# Mitchell Burgzorg
Mitchell Burgzorg (Zaandam, 25 luglio 1987) è un ex calciatore olandese, di ruolo centrocampista.

## Carriera
Ha giocato nella prima divisione dei campionati olandese e bulgaro.

## Palmarès

### Club

#### Competizioni nazionali
- Supercoppa di Bulgaria: 1

Ludogorec: 2012
- Campionato bulgaro: 2

Ludogorec: 2012-2013, 2013-2014
- Coppa di Bulgaria: 1

Ludogorec: 2013-2014